# Dugotrajna rana
Dugotrajna rana ili hronična rana je svaka rana koja ne zarasta u predviđenom vremenskom periodu za tip i lokalizaciju rane, a sam proces zarastanja traje duže od 6 nedelja. Uprkos napretku moderne medicinske tehnologije i velikom iskoraku u prevenciji i mogućnostima lečenja ne smanjuje se ni prevalenca niti incidenca rana. Zato rana (kao prekid kontinuiteta kože izazvan brojnim činiocima) predstavlja veliki medicinski, socijalni i ekonomski problem, tim više izražen, jer se učestalost odnosno incidencija i prevalencija različitih vrsta rana uglavnom nepoznata. Hronične rane zbog dugotrajnog trajanja značajno smanjuju kvalitet života obolelog, a njihovo lečenje zahteva veliko radno angažovanje medicinskog kadra, bolničkih i rehabilitacionih kapaciteta, što od bolesnika i zdravstvenih fondova iziskuje utrošak značajnih materijalnih sredstava.
Lečenje i briga o inficiranim (dugotrajnim) ranama još uvek je područje konfuzije i velikih naučnih rasprava. Zato i danas ne postoji precizna definicija ili autoritativni klinički vodič koji se odnosi na inficiranu ranu, a naročito ne na onu koja dugo perzistira (hronična rana). To je i razlog da mnogobrojni termini koji se koriste u lečenju rana dovode do konfuzije, te nepotrebnog ili pogrešnog lečenja posebno hroničnih rana.
Iako najčešće hronične rane nisu predvidive, ključ za lečenje je pravovremenom prepoznavanje pravih uzroka nastanka i njihovo uklanjanje, lečenje infekcije, uklanjanje mrtvog tkiva iz rane i njene okoline i pospešivanje odgovora tkiva domaćina na izlečenje

## Ključne postavke značaja hroničnih rana
- Nedeljni trošak za lečenje velikih dugotrajnih rana je više nego dvostruko veći od troška potrebnog za lečenje malih rana kratkog trajanja.
- Lečenje bolesnika sa hroničnom ranom zahteva multidisciplinarni pristup i zajedničko učešće svih, koji leče bolesnika, jer kod hroničnih rana uvek postoji i osnovni patofiziološki uzrok koji se mora lečiti, što stvara mogućnosti za dobre konačne rezultate.
- Bolesnike sa povećanim rizikom od odloženog isceljenja primenom standardne terapije treba rano identifikovati i što ranije razmotriti dodatne (alternativne) mogućnosti njihovog lečenja.
- Primena alternativnih tretmana mora biti izbor kod bolesnika sa teško izlečivim (hroničnim) ranama, jer može da poveća stopu izlečenja, smanji trošak lečenja i poboljša kvaliteta života ovoj grupi bolesnika.

Zato zdravstveno - ekonomska korist zasnovana na ovakvom pristupu mora biti u stalnom istraživanju u dobro dizajniranim studijama.

## Epidemiologija
Učestalost hroničnih rana prema uzroku nastanak je:
Dugotrajna venska slabost (insuficijencija) (70% - 90%)
Arterijska slabost (insuficijencija) (7% - 12%),
Mešani (arterio-venski) čirevi (10% - 20%).
Drugi uzroci (5% - 6%) gde spadaju; dermatoze (neki oblici), vaskulit, zarazne bolesti, hematološke bolesti, neoplazme, mehaničke povrede.
U SAD, prema podacima Nacionalnog komiteta za zdravlje (National Health Commite), prevalenca venskih čireva (ulceracija) u opštoj populaciji je 0,2%. Procenjuje se da će se broj starijih od 65 godina koji će oboleti od šećerne bolesti u SAD skoro udvostručiti (od 35 do 53 miliona ljudi) do 2030. godine, i da će kao posledica dijabetesa broj hroničnih rana nastaviti dramatično da se povećava. Tako će godišnji troškovi lečenja hroničnih rana, koji sada prelaze jednu milijardu dolara u SAD, narasti na ~ 2% ukupnih finansijskih sredstava EU.

## Etiologija
Hronične rane su definisane kao rane koje ne slede prirodom definisane procesa fiziološkog isceljenja, već su „zarobljene“ u koordinisanoj i samoodrživoj fazi zapaljenja, što narušava anatomsku i funkcionalnu celinu i normalnim fiziološkim procesima određenu odgovarajuću dužinu trajanja njihovog zarastanja.
Etiologija hroničnih rana je raznovrsna, ali u više od 80 posto slučajeva povezana je sa venskom insuficijencijom, visokim krvnim pritiskom ili šećernom bolešću Uprkos brojnih i drugačijim etiologija, većina hroničnih rana pokazuju slično ponašanje i razvoj. Ova uniformnost je posledica sličnih činilaca složene patogeneze većina hroničnih rana: lokalna tkiva hipoksija, bakterijska kolonizacija, ponavljajuća ishemija/reperfuzijska povreda, kao i sistemske promene kao posledica starenja
Najčešći uzroci lokalne hipoksije tkiva su rane patološke promene na vaskularnom sistemu; (ateroskleroza, mikro ili makroangiopatija, venska hipertenzija), periulkusna fibroza
i prateće lokalno smanjenje tkivne perfuzije, odnosno edem, što povećava rastojanje između kapilara i ćelija. Zato je lokalna hipoksija tkiva široko prihvaćena kao ozbiljan uzrok narušavanja procesa zarastanje rana.
Nedavno objavljeni matematički modeli, pokazali su značaj kiseonika za fiziološko zarastanje rana i razvoj ishemije: 
- Šefild je merenjem utvrdio da je pO2 5 do 20 mmHg u tkivu kod hronične rane koji je u poređuje sa pO2 od 30 do 50 mmHg u kontrolnoj grupi značajno niži[20].
- Ahn i Mustoe dokazali su da je zarastanje rana usporeno i do 80 posto u ishemijskom modelu uva kunića sa padom pO2 sa 40 do 45 mmHg na 28 do 30 mmHg[21] .

Početne implikacije hipoksije tkiva na molekularnom nivou prati oštećenje mitohondrija oksidativnom fosforilacijom sa smanjenom proizvodnjom ATP. Kao posledica toga, ATP-zavisni membranski transport proteina kao i pad Na +/K + ili Ca + dovodi do gubitka transmembranskog potencijala uz naknadno oticanje ćelija. Posebno intracelularna akumulacija jona kalcijuma aktivira signale transdukcionog puta koji završava u ćeliji na prekinutoj membrani,što rezultuje pojavom, zapaljenskih kaskada preko raznih signalnih puteva. Proinflamatorni citokini i hemokini kao što su TNF i IL-1 sve više se oslobađaju, što privlači i aktivira neutrofile i makrofage.

## Podela rana
Kako je rana u širem smislu reči prekid kontinuiteta tkiva, zato je dužina trajanja procesa zarastanja rane (ili saniranja prekinutog kontinuiteta tkiva) jedan je od bitnih pokazatelja na osnovu kojeg se rane dele na;

### Akutne rane
To su rane čiji proces zarastanja traje u očekivanom proseku od 21 dan koji prolazi kroz tri faze: čišćenja ili eksudacije, granulizacije i epitelizacije (ili zapaljenjske, proliferativne, faze sazrevanja). Ove se faze nadovezuju jedna na drugu i u normalnim okolnostima rana zarasta za tri nedelje. Ukoliko se to ne dogodi u ovom periodu ona prelazi u hronični oblik.

### Hronične rane
Rane koje ne zarastaju očekivanom dinamikom, odnosno čije zarastanje traje duže od 6 do 8 nedelja, uprkos standardnom medicinskom postupku, svrstavaju se u hronične rane. One se mogu razviti iz akutne rane u svakoj fazi njenog zarastanja (zapaljenjskoj, proliferativnoj, fazi sazrevanja). Hronične rane mogu biti; tipične (ishemijske, neurotrofičke i hipostatske rane) i atipične. 
Hronične rane na potkolenicama u 80% slučajeva posledica su hronične venske insuficijencije, a u 5 do 10% su arterijske etiologije, dok ostatak otpada uglavnom na neuropatske čireve.

#### 1. Tipične hronične rane
U jednom od dole navedenih kliničkih entiteta javlja se u 95% tipična hronična rana. Ostali oblici hroničnih rana manifestuju se u atipičnom obliku.

##### 1.1. Ishemijske rane
Ishemijske rane nastaju u bolesnika sa perifernom arterijskom bolesti. Najčešći uzrok nastanka ovih rane je ateroskleroza, dijabetesna angiopatija, Birgerova bolest, embolija ili arterijsko-venske malformacije.
Ishemijske rane su jako bolne, a bol se pojačava u ležećem položaju. Rana je nepravilnog oblika, duboka, najčešće lokalizovana na distalnim delovima ekstremiteta, dorzumu stopala ili prstima. Retko se nalazi pretibijalno. Rana je prekrivena svetlim slabo prokrvljenim granulacijama, a okolna koža je bleda. Znaci zapaljenja uglavnom nisu prisutni.
Dijagnoza ishemijske rane postavlja se na osnovu kliničke slike, opipavanja (palpacije) pulzacija perifernih arterija, merenja krvnog pritiska ruku i nogu, dopler sonografije arterija, angiografije, i rutinskih laboratorijskim analiza.
Martorelov čir (ulkus)
Martorelov čir je poseban oblik hronične ishemijske rane koja nastaje u starijih žena koje boluju od hipertenzije, periferne arterijske bolesti i najčešće je udružena sa šećernom bolesti. Martorelov čir je lokalizovan iznad spoljašnjeg maleolausa i na distalnom delu potkolenice, često obostrano i jako je bolan. Nastanak čira često je isprovociran traumom. Diferencijalno dijagnostičkim postupcima kod ovog čira je potrebno isključiti perifernu arterijsku okluzivnu bolest i hroničnu vensku insuficijenciju.

##### 1.2. Neurotrofične rane (neuropatski čir)
Neuropatski čir je hronična rana koja nastaje na koži kao posledica nedostatka osećaja bola koji je najčešće udružen sa vegetativnim disfunkcijama. Neurotrofične rane su bezbolne i jako krvare kod manipulacija. Čir je dubok, okružen kalusom, a na okolnoj koži vidljivi su znaci akutnog i hroničnog zapaljenja. Lokalizovani su na mestima pritiska, uglavnom već stvorenog kalusa, najčešće na tabanu iznad glavice prve i pete metatarzalne kosti i/ili iznad pete. Najčešće nastaju u bolesnika obolelih od šećerne bolesti, ređe kod tabes dorzalisa, siringomijelija, raznih perifernih neuropatija udruženih sa amiloidozom, leprom, alkoholizmom, oštećenjem perifernih živaca.

##### 1.3. Hipostatske rane
Hipostatske rane nastaju kao posledica zastoja protoka krvi u venama (venske staze) izazvane primarnom insuficijencijom valvula površinskih i dubokih vena, i posttrombotskog sindroma. Uglavnom se nalaze u području distalne trećine potkoljenice, u području medijalnog maleola (gležnja).
Venski čir je plitak, većeg obima, nepravilnih ivica, dna prekrivenog granulacijama. Izražen je eksudat rane koji izaziva maceraciju okolne kože i hronično zapaljenje. Okolna koža je promijenjena u obliku hiperpigmentacija, lipodermatoskleroze, hipostatskog dermatitisa i atrofije kože. Bolnost rane je umerena i popušta u fazi mirovanja.
Kao poseban entitet hronične tipične hipostatske rane izdvajaju se dekubitalni čirevi i dijabetesno stopalo.
1.3.1. Dekubitus
Dekubitus, je hronična rana izazvana dugotrajnim pritiskom na kožu, koji dovodi do ishemijske nekroze kože i mekih tkiva ispod nje. Obično je posledica pritisak samog tela na podlogu, ali i bilo kakvog drugog produženog pritisaka koji može dovesti do pojave dekubitusa. Vreme izloženosti pritisku podjednako je važno za nastanak dekubitusa kao i sila pritiska. Do radijalne nekroze doći će kod pritiska od 500 mmHg u roku od 2 časa a kod pritiska od 100 mmHg u roku 10 časova. Tamo gde se razvija ishemija tamo je povoljna sredina za razvoj infekcije. Na mestu pritiska javlja se nakupljanje bakterija. Uglavnom kod većine pacijenti javlja se mešani tip infekcije, stafilokokusom aureusom, stafilokokusom ifidimitisom, proteusom, a u poslednje vreme veoma često i MRSA.
U ranom stadijumu kliničke slike dekubitusa vidljiv je bezbolni lividni edematozni areal iznad koštane prominencije sa eritemom (crvenilom) koji ne bledi. Promena progredira u nekrozu sa sekundarnom infekcijom i posledičnim nastankom čira koji zahvata dublje strukture (potkožno masno tkivo, fasciju, tetive, mišiće i kosti)
U osoba starije životne dobi dve trećine čireva nastaje u području koštanih prominencija karlice i donjih ekstremiteta.
1.3.2. Dijabetesno stopalo
Dijabetesno stopalo je jedna od mnogobrojnih komplikacija šećerne bolesti i predstavlja skup koštanih i mekotkivnih promena na stopalu dijabetesnih bolesnika. Nastaje kao posledica neuropatije i ishemije (oboljenja živaca i nedostatka krvi u stopalu zbog oboljenja arterija nogu), koje se mogu dodatno iskomplikovati i infekcijom. Blaži stepen neurovaskularnih promena na donjim udovima obično je bez ikakvih kliničkih simptoma. Ako proces uznapreduje, bolesnik se žali na hladnoću u nogama, smanjenje mišićne sposobnosti, smetnje u senzibilitetu i pojavu dijabetesnih čireva. Pojava čireva (ulceracija) na stopalu, zatim nastanak gangrene i posledične amputacije su značajni uzroci morbiditeta i invalidnosti kod osoba obolelih od dijabetesa.

#### 2. Atipične rane
Atipične hronične rane mogu biti posledica autoimunih poremećaja, infektivnih bolesti, bolesti krvnih sudova i vaskulopatija, metaboličkih i genetskih bolesti, malignih bolesti, dejstva spoljašnjih uzroka sredine, psihičkih bolesti, reakcija na lekove itd.
| Uzroci                                | Atipična rana |
| ------------------------------------- | --- |
| Autoimune bolesti                     | • Bulozni pemfigoid (lat. Pemphigoid bullosus) , Pemfigus (lat. Pemphigus vulgarus), • Lupus (lat. Lupus paniculitis), Sklerodermija, Antifosfolipidni sindrom, • Behčetov sindrom (tur. Morbus Behçet), Dermatomiozitis                                                      |
| Bolesti krvnih sudova i vaskulopatije | • Alergijski vaskulitis (lat. Vasculitis allergic), Birgerova bolest (lat. ), - Alergijska granulomatoza (lat. ), • Vagnerova granulomatoza (lat. ), • Nodozni poliartritis (lat. )                                           |
| Infektivne bolesti                    | • virusne, bakterijske, gljivične |
| Bolesti metabolizma                   | • Nekrobioza (lat. Necrobiosis lipoidica), Kalcifilaksa (lat. Calciphylaxis), Krioglobulinemija, • Kriofibrinogenemija, Avitaminoza |
| Maligne bolesti                       | • BCC, SCC, Melanom, Kapošijev sarkom |
| Spoljašnji uzroci                     | • Radiodermatitis |
| Psihijatrijske bolesti                | • Artefaktni dermatitis |
| Reakcije na lekove                    | • Stiven-Džonsov sindrom (engl. ), • Toksična epidermalna nekroliza (lat. ) |
| Ostalo                                | • Gangrenozna pioderma (lat. Pyoderma gangrenosum), • Paraneoplstični sindrom (lat. ), • Histiocitoza Langerhansovih ćelija, Bela atrofija (fr. Atrophie blanche), • Lihen planus (lat. Lichen planus), • Rajtova bolest (engl. ), Kronova bolest (engl. ), |

Hronične rane mogu nastati u sklopu mnogih sistemskih bolesti. Kod tih hroničnih rana sistemska bolest može biti; samostalni ili primarni uzrok nastanka rane (npr. Kronova bolest) ili hronična rana može nastati kao posledica izmenjenog imunskog odgovora uzrokovanog sistemskom bolešću (npr lat. Pyoderma gangrenosum paraneoplastični sindrom itd). 
Iako su atipične hronične rane retke, na njih uvek treba posumnjati u diferencijalnoj dijagnozi.

## Faktori koji utiču na zarastanje rane
Poremećaj i zastoj u zarastanju rane moguć je u bilo kojoj fazi zarastanja, a i vreme trajanja zarastanja može biti različito. Zastoj u cijeljenju kronične rane može nastati u zapaljenjskoj fazi zbog slabe prokrvljenosti, slabe ishrane ili zbog velikog broja drugih faktora. Takve rane ne zarastaju toliko dugo dok se ne koriguju ili uklone uzroci ili prateće bolest, što omogućava samo 
pravilna nega rane. Zarastanje rane može biti poremećeno na način da se formiranje ožiljka ne završi pravovremeno i da nastanu keloidi ili hipertrofični ožiljci sa destrukcijom ožiljnog tkiva. Takvi se poremećaji često viđaju kod ljudi sa izraženom tamnijom pigmentacijom kože, i to na određenim delovima tela kao što su regije grudne kosti i ramena.
Zarastanje rana u načelu zavisi od lokalnih i opštih uslova u kojima se odvija njeno zarastanje;

### 1. Lokalni uslovi
Vlažnost
U vlažnoj sredini epitelne ćelije lakše migriraju kroz vlažno okruženje 
Temperatura
U uslovima optimalne temperature zarastanje rane je znatno brže. Toplotu rane mogu sniziti sledeći faktori:
- Pranje i čišćenje rane hladnim rastvorima
- Izlaganje rane spoljnoj temperaturi vazduha duže nego što je potrebno
- Jako česta previjanja
- Tretman rane bez zaštitne obloge itd.

Hipoksija i kiseonik 
Hipoksija u rani stimuliše angiogenezu i razvoj granulacija, a kiseonik stimuliše epitelizaciju
- rane – smanjen PH rane poboljšava zarastanje i smanjuje mogućnost infekcije
- Edem tkiva
- Pritisak na predeo rane kod nepokretnih bolesnika

### 2. Opšti uslovi
Ishrana 
Pravilan unos proteina, masti, ugljenih hidrata i vitamina, ubrzava proces zarastanja rana. Poželjno je da dnevni unos bude; 25-30 cal/kg kalorija nebelančevinastog porekla, 1.5-3.0 g/kg belančevina, više od 2 g/dl albumina. Vitamin C je bitan za sintezu kolagena, a cink, gvožđe i bakar takođe, za transportni sistem kiseonika(hemoglobin).
Dehidracija
Dehidracija (gubitak tečnosti i minerala) dovodi do elektrolitskog disbalansa što nepovoljno utiče na proces zarastanja rane.
 Konstitucija
Kod neuhranjenog, anoreksičnog i gojaznog bolesnika zarastanje je usporeno 
Sistemske infekcije
Postojanje bakterija u rani može se podeliti u 4 različitih kategorija:
- Kontaminacija – prisustvo nereplicirajućih mikroorganizama na površni rane
- Kolonizacija – replicirajući mikroorganizmi koji su adherirani na površinu rane, ali ne prodiru i ne oštećuju tkivo
- Lokalna infekcija ili kritična kolonizacija – povećana količina mikroorganizama koja predstavlja fazu između kolonizacija i infekcije i prodora u tkivo, ali lokalno.
- Sistemska infekcija – prisustvo replicirajućih mikroorganizama unutar rane sa njihovim prodorom u tkivo i posledičnim odgovorom domaćina, a što dovodi do odloženog zarastanja rane i kliničkih znakova infekcije.

| Bakterije u hroničnoj rani |
| --- |
| - Velik broj bakterija (>105 ) može uzrokovati kliničku infekciju - Prisustvo više od jedne vrste bakterija - Vrste bakterija koje su sposobne promeniti fenotipske i genotipske karakteristike - Prisustvo multiplorezistentnih mikroba - Razvoj biofilma - Posledica rekurentne lokalne i/ili sistemske infekcije |

Stalno prisustvo bakterija u rani dovodi do oslobađanja endotoksina i neprekidne stimulacije imunskog odgovora domaćina u obliku stvaranja proinflamatornih medijatora kao što su IL-1, TNF-α, prostaglandin E2 i tromboksan. Dodatno, u toku hronične kolonizacije bakterije stvaraju biofilm koji je otporan na mehanizme odbrane domaćina i na antibiotike, a što je takođe u korelaciji s odloženim zarastanjem rane .
Rastuća rezistencija MRSA (lat. Staphylococcusa aureusa) na antibiotike predstavlja sve veći problem za lekara kliničara koji se u svakodnevnoj praksi bavi lečenjem rana, a posebno teških infekcija rane udruženih sa generalizovanim infekcijama koje ugrožavaju život bolesnika (sepsa, meningitis, pneumonija itd). MRSA je, sve veća, pretnja čitavoj ljudskoj populaciji jer je sve češća u bolničkim a u poslednje vreme i vanbolničkim sojevima stafilokoka rezistentnih na antibiotike. U jednoj studiji objavljenoj 2008. u Srbiji, iz brisa rane u (57,75%) bolničkih, nasuprot 17,7% vanbolnički lečenih bolesnika sa hroničnom ranom izolovan je Stafilokokus aureus rezistentan na meticilin .
Stresna stanja
Dejtvo imunosupresivnih činilaca
Dejstvo imunosupressije kod npr radioterapija i hemoterapija značajno usporava zarastanje rane
 Lekovi
Antiinflamatorni lekovi, citostatici, imunosupresivi, antikoagulansi, psihofarmaci usporavaju zarastanje rane
 Starost 
Sa godinama u organizmu se smanjuje aktivnost fibroblasta što nepovoljno utiče na proces zarastanja rane
Hronične bolesti

## Lečenje
Hronične rane javljaju se na različitim delovima tela i manifestuju različitim simptomima, a i uzroci nastanka hroničnih rana nisu uvek isti. Iako vrlo često hronične rane nisu predvidive, ključ uspešnog lečenja i jedini pravilni načini za uspešno i trajno zarastanje hroničnih rana temelje se na.;
- postavljanju pravilne dijagnoze tj pravovremenom prepoznavanju pravih uzroka njihovog nastanka
- optimalnim uslovima nege rane (uklanjanje mrtvog tkiva iz rane i njene okoline)
- lečenju lokalne i sistemske infekcije,
- kontroli sistemskih i lokalnih poremećaja u organizmu i sprečavanju dalje traume,
- korekciji hipoksije
- stimulacija i potpomaganju odgovora tkiva domaćina na zarastanje rane, što utiče i na stvaranje manje upadljivog ožiljka

Zato lečenje bolesnika sa hroničnom ranom zahteva multidisciplinarni pristup i zajedničko učešće svih, koji leče bolesnika, jer kod hroničnih rana uvek postoji i osnovni patofiziološki uzrok koji se mora lečiti, što stvara mogućnosti za dobre konačne rezultate, koji bi bolesnika ponovo vratili u normalan život i radno okruženje, i u načelu obuhvata:

### Lečenje infekcije
Intervencije u postupku zbrinjavanja hronične rane sastoji se prvenstveno u smanjenju broja bakterija na jedan od više načina u zavisnosti od procene kontaminacije rane bakterijama: 
- hirurškim debridmanom,
- redovnim previjanjem,
- izbegavanjem rutinske primene antiseptika kod tretiranja hronične rane,
- ciljanom primenom antibiotika prema antibiogramu lokalnog brisa rane,
- lečenjem osnovne bolesti.

### Hirurško lečenje
Debridman rane
Ako opšti i lokalni uslovi dozvoljavaju hirurško lečenje, prvi hirurški postupak u lečenju hronične rane je debridman (nekrektomija). Debridman ima za cilj odstranjenje devitalizovanog tkiva i svega što koči i usporava proces zarastanja rane. Debridman hronične rane ima pre svega za cilj da hroničnu ranu „pretvori“ u akutnu ranu što on postiže; 
- odstranjenjem nekrotičnog tkiva čime smanjuje virulenciju bakterija,
- odstranjenjem tkiva i drugog sadržaja koje je barijera zarastanju i pojavi granulacionog tkiva, (mrtve kože, ponekad fascija, delova mišića i kosti).

Nakon učinjenog debridmana, ako stanje bolesnika i rane dopušta, potrebno je izvršiti hiruršku rekonstrukciju (pokrivanje defekta kože) jednom od vrsta obloga, i na taj način dovesti ranu do faze spontanog zarastanja ili je pripremiti za sekundarnu rekonstrukciju.
Hirurška rekonstrukcija rane
Rekonstrukciju hronične rane moguće je učiniti slobodnim kožnim transplantatom, lokalnim ili udaljenim režnjevima. Transplantacija kože se može učiniti kod venskih ulceracija koje su bakteriološki čiste. Da bi operacija bila uspešna potrebno je prethodno ukloniti vensku hipertenziju u komunikantnim venama. Operacija se izvodi tako što se najpre izvrši široka i dubok debridman ulceracije sve do fascije. Pokrivanje kožnim transplantatom se može izvršiti odmah (ako je regija dobro vaskularizovana) ili u drugom aktu (nakon 3-5 dna). Posle operacije, potrebno je da bolesnik miruje sa eleviranom nogom tokom dve do tri nedelje, a u međuvremenu se vrši lokalna toaleta blagim antisepticima. Po završetku kliničkog lečenja potrebno je da bolesnik nastavi sa nošenjem elastične bandaže tokom dva do tri meseca.
Ponekad se defekt rekonstruiše tzv. perforatorskim ili slobodnim režnjem, a u strogo indikovanim slučajevima u obzir dolazi i pokrivanje defekta tzv. zamenskim pokrivkama (ReCell, PRP, Integra, Epigard).

### Obloge za lečenje hroničnih rana
Poslednjih godina u hirurgiji se pored klasičnih preparata za lečenje rana, koje ne zarastaju na očekivani način nakon primene standardnih postupaka, sve više primenjuje i čitav spektar savremenih obloga za lečenje hroničnih rana.
Klasični materijali, kao što su gaza i zavoji danas se smatraju „zastarelim“ i sve više imaju istorijski značaj, budući da se u praksi sve više primenjuju, savremeniji materijali u lečenju rana, koji osiguravaju optimalne uslove za zarastanje rana kao što su; vlaga, toplota i odgovarajući . Savremene obloge takođe upijaju sekrete iz rane, smanjuju bakterijsku kontaminaciju i istovremeno štite okolinu rane od sekundarne infekcije, sprečavanjem prenošenja uzročnika infekcije iz okoline na površinu rane.
Najveća prednost savremenih obloga za lečenje rana, u odnosu na klasične materijale, je u tome;
- što se njima postiže efikasnije čišćenje rane,
- jednostavnije su za postavljanje,
- izraženije smanjenje osećaja bola na dodir,
- smanjeno slepljivanje materijala sa površinom rane,
- povećan kapacitet upijanja eksudata iz rane.
- ubrzanije stvaranje granulacija,
- skraćeno vreme eventualne hospitalizacija,
- olakšavaju posao osoblju (terapeutu).
- smanjuju ukupne troškove lečenja, iako su cene savremenih obloga više u odnosu na klasične materijale.

Primena savremenih obloga opravdana je samo onda kada je utvrđen uzrok nastajanja rane, ili je zbog primarne bolesti dijagnostikovana hronična rana. Izbor obloge vrši se prema karakteristikama rane i na osnovu iskustva terapeuta.

### Lečenje HBO
Prema potrebi lečenje treba dopuniti odgovarajućom medikamentoznom terapijom, higijensko dijetetskim režimom, i drugim savremenim metodama lečenja uključujući i hiperbaričnu oksigeno terapiju (HBOT); Kiseonik je važan preduslov za uspešno zarastanje rana zbog njegove povećane tražnje za reparativne procese kao što su ćelijska proliferacija, odbrana od bakterija, angiogeneze i sinteze kolagena. Iako uloga kiseonika u zarastanje rana još uvek nije u potpunosti shvaćena, mnoge eksperimentalne i kliničke studije pokazale su da je zarastanje hroničnih rana znatno usporeno u uslovima hipoksije ili nedostatka kiseonika.
 Hiperbarični kiseonik (HBOT) u lečenju hroničnih rana pokazao je dobre rezultate uz antibiotike i operativno lečenje (debridman) nekrotizirajućih infekcija mekih tkiva, osteomielitisa i hroničnih inficiranih rana. Patofiziologija i mehanizmi HBO terapije objašnjavaju ove blagotvorne efekte. Hiperbarični kiseonik ima direktno baktericidno dejstvo na anaerobne mikroorganizme kroz proizvodnju toksičnih radikala kiseonika. Hiperbarični kiseonik povećava pritisak kiseonika u inficiranim tkivima osiguravajući kiseonik polimorfonukleranim leukocitima koji ubijaju aerobne mikroorganizme. Hiperbarični kiseonik pomaže fibroblastima u formiranju novog kolagena, a kasnije i angiogenezi koja omogućava hipoksičnoj inficiranoj rani da zaraste. Konačno, HBO potencira delovanje određenih antibiotika kao što su aminoglikozidi i sulfonamidi.

### Fizikalna terapija
Aktivne i pasivne vežbe održavaju tonus muskulature, elasticitet zglobova kao i tonus krvnih sudova tako da je cirkulacija na taj način stimulirana što može da “oslobodi tkivo od ishemije”. Vežbama se sprečava kontraktura zglobova, redukuje spasticitet mišića, i izbjegavaju sve druge komplikacije prolongirane imobilizacije izazvane hroničnom ranom.
U okviru fizikalne terapije hronične rane, ukoliko za to postoji indikacija i mogućnosti, može se primeniti i lečenje svetlom (UV, polarizaciono svetlo, laser), te eventualno magneto-terapija.
Unutar 3 do 4 nedelje, može se primeniti i manuelna masaža u cilju omekšavanja stvorenog ožiljaka što dovodi do bržeg povlačenja edema. Takođe na zglobovima, u blizini opsežnih rana, mogu se izvoditi 
lagane vežbe.

## Nove metode u lečenju rana
Naučna istraživanja o zarastanju rana ubrzano napreduju, posebno u oblasti novih pristupa, kao što su:primena:
- faktora rasta[73],
- zamena za kožu[74],
- gena[75] i
- matičnih ćelija[76]

Ovo u samo najnovija dostignuća i proizvodi koji se koriste za zarastanje rana, njihov razvoj kroz klinička ispitivanja, i predloženi načini maksimiziranja njihovih kliničkih efekata ubrzala bi njihovu integraciju u širu kliničku praksu.

## Nega hronične rane
Nega hronične rane predviđa sledeće postupke;
- Oštećeno područje i okolnu kožu oko njega pažljivo operemo sa neagresivnim sapunom, kako bi sa kože uklonili masnoću, znoj i prašinu (čime se obezbeđuje normalno funkcionisanje kože) a iz rane uklonimo nečistoću, izumrle ćelije i sekret koji predstavljaju povoljno tlo za razmnožavanje mnogih mikroorganizama, a zatim celo područje isperemo mlakom vodom.
- Oprano područje nežno osušimo brisanjem čistim peškirom ili kompresom.
- Pažljivo odstranimo nekrotične naslage, debridmanom rane.
- Ranu prekrijemo sterilnom oblogom (vrsta obloge zavisi od vlažnosti rane).
- Prema potrebi na ranu možemo staviti razne za to namenjene masti ili gelove.
- Poželjno je širu okolinu rane mazati neutralnim mastima za negu.
- Ranu na kraju obrade pokrivamo dobro upijajućim materijalom (pamučna gaza, papirna vata itd.) i previjamo pamučnom poveskom.

## Komplikacije

### Infekcija rane
Hronične rane su poznate po stalnoj bakterijskoj infekciji, koja se graniči od kontaminacije do infekcije. Određene kliničke studije su pokazale da je rana koja ne zarasta preopterećena bakterijama. To može upućivati na povezanost između visokog bakterijskog zagađenja u rani i nemogućnosti zarastanja rane. Smanjenje tog bakterijskog opterećenja je vitalni element u pripremi rane. Infekciju hronične rane, karakterišu sledeći tradicionalni znaci i simptomi; 
- izraženo crvenilo (erythema)
- groznica
- povišena telesna temperatura
- edem (natečenost)
- bol
- jak smrad
- gnojna sekrecija

Nepravilna i nestručna lečenja, infekcijom zagađene rane, mogu da izazovu sepsu i ugroze život bolesnika, a proces zarastanja kod takvih rana traje godinama.

### Ožiljne promene
Svaka rana pa i hronična ima tendenciju zarastanja koju prati pojava ožiljka. Ožiljak je prirodan proces kojim se normalna struktura kože zamenjuje tkivom ožiljka koje je drugačijeg izgleda i sastava. Sve osobe ne pokazuju istu sklonost ka stvaranju ožiljaka. Postoje i određene regije tela sa većim rizikom od formiranja upadljivih i grubih ožiljaka.
Za razliku od akutnih, kod hroničnih rana postoji veća sklonost da se na mestu povrede stvori ožiljak koji je značajno iznad kože, nekada je crvene boje i na tom mestu postoji svrab ili čak bol, što nekada ometa i funkciju tog dela tela. Ovakvi ožiljci zovu se hipertrofični ožiljci i keloidi. Pojava ovakvih promena ne samo da predstavlja socijalni i psihički problem jer narušava estetski izgled a time i psihu bolesnika već često predstavlja i funkcionalni problem jer ograničava pokrete i umanjuje radnu sposobnost, a ponekad su ožiljci i jako bolni na istezanje.

### Maržolenov karcinom
Kao jedna od komplikacija hroničnih rana, opisana još 1828. godine, je - Maržolenov karcinom, koji se dešava uvek kada postoji hronični nadražaj. To maligni proces, ili planocelularni karcinom koji se formira na podlozi hronične rane. 
Mehanizam nastanka
Organizam kod hroničnih rana stalno obnavlja epitel, ne normalnom brzinom nego ubrzano. U takvim uslovima, izraženijeg bujanja ćelija, uz stalno prisustvo medijatora zapaljenja i učestale mitoze (umnožavanja) ćelija, vrlo lako jedna od ćelijskih mitoza može biti patološka. Na taj način nastaje planocelularni karcinom na ožiljku hronične rane ili na transplantacionom režnju (ako se zatvaranje rane vrši transplantacijom kože). 
Prognoza
Ovaj proces nekada nastaje i nakon 5 pa čak i 10 godina od nastanka hronične rane. Zato je puno lakša i sigurnija prevencija Maržolenovog karcinoma, pravilnim lečenjem i višegodišnjim praćenjem evolucije hronične rane.

## Literatura
- Paul J. Sheffield, Caroline E. Fife, ур. (2008). Wound Care Practice (2. изд.). Flagstaff, AZ: Best Publishing Company. стр. 1312. ISBN 978-1-930536-38-8..
- IV. Simpozijum s međunarodnim sudelovanjem Kronične rane, lokalno liječenje izazov za kliničare „The Journal of the Academy of Medical Sciences of Croatia” (PDF). Архивирано из оригинала (PDF) 18. 07. 2013. г., Acta Med Croatica • Vol. 65 (Supl.2) Str. 1-128 Zagreb, listopad 2011.
- „WHY OXYGEN THERAPY?”. Архивирано из оригинала 17. 05. 2012. г.
- S. Schreml, R.M. Szeimies, L. Prantl, S. Karrer, M. Landthaler and P. Babilas (31. 3. 2010). „Oxygen in acute and chronic wound healing”. British Journal of Dermatology. 163 (2): 257—268. PMID 20394633. doi:10.1111/j.1365-2133.2010.09804.x.
- (језик: енглески) The premier online resource for dressing materials and practical wound management information, na: World Wide Wounds

## Spoljašnje veze
- „Accredited, interactive wound care education offered at no cost”. Архивирано из оригинала 06. 02. 2007. г.
- Website of the European Wound Management Association (EWMA)

|  | Molimo Vas, obratite pažnju na važno upozorenje u vezi sa temama iz oblasti medicine (zdravlja). |